# Mydidae
Die Mydidae sind eine Familie der Zweiflügler (Diptera) und gehören hier zu den Fliegen (Brachycera). Weltweit kommen etwa 350 Arten in 63 Gattungen vor.
Die Vertreter der Mydidae sind relativ groß, wobei ihre Körperlänge zwischen 9 und 60 Millimeter betragen kann. Die neotropische Art Gauromydas heros wird als größte bekannte Fliegenart überhaupt eingestuft. Trotz ihrer Größe sind die Tiere weitgehend unbekannt, ein Hinweis dafür ist auch der fehlende deutsche Trivialname.
Beschrieben wurde eine Art der Mydidae erstmals 1773. Sie wurde von ihrem Entdecker Drury als Musca clavata benannt und 1794 von Fabricius der von ihm neu geschaffenen Gattung Mydas zugeschlagen. 1809 schuf Latreille dann die eigene Familie "Mydasii", die später in "Mydidae" umbenannt wurde, die benannte Art heißt entsprechend heute Mydas clavata.
Die Mydidae sind weltweit verbreitet, bevorzugen wie ihre nahen Verwandten, die Raubfliegen (Asilidae), jedoch Wüsten- und Halbwüstengebiete mit lockerer Vegetation, darunter etwa auch die Namib in Afrika. Allerdings findet man einige Arten auch im tropischen Regenwald, wobei der Nebelwald in den Bergen eine ökologische Barriere für diese Tiere darstellt. Am häufigsten kann man die Tiere beobachten (und fangen), wenn die heißesten Stunden des Tages erreicht sind. Sie sitzen dann meist auf dem Boden im direkten Sonnenlicht. Ihre Aktivitätsperiode ist meist sehr kurz, einige Wüstenarten findet man etwa nur für zwei Wochen im Jahr.
Die Mydidae entstanden wahrscheinlich im Mesozoikum, etwa zur Zeit des Wechsels vom Jura zur Kreide. Es ist allerdings nur eine fossile Mydidae bekannt, Mydas miocenicus aus dem Oligozän, gefunden 1913 in den USA.